# Busologia
Busologia é o termo utilizado para designar a atividade, geralmente praticada como hobby, do estudo do ônibus e dos assuntos relacionados a esse tipo de veículo, tais como história, sistemas de transportes, empresas operadoras, políticas públicas, fabricantes de veículos, motores e carrocerias. A busologia desenvolve-se a partir das atividades de colecionismo, desenhos, pinturas e fotografias, além de encontros, exposições e debates ligados ao ônibus.

## Área de interesse
A área de atuação da busologia inclui:
- A reunião de conhecimentos a respeito de modelos de carrocerias, chassis e motores e sua evolução ao longo da história.
- A reunião de informações e conhecimentos a respeito das várias empresas operadoras de ônibus (os ditos "empresários"), suas pinturas, modelos de carrocerias, itinerários, além da evolução destes ao longo da história.
- A busca pela preservação de modelos de carrocerias, pinturas, bancos etc.
- A reunião de fotos e miniaturas para coleção;
- A reunião de um acervo voltado para a preservação da memória dos ônibus, empresas e itinerários.
- A discussão a respeito do futuro dos sistemas de ônibus.
- A discussão voltada para o conhecimento de detalhes a respeito dos modelos de ônibus e sua operacionalização, seja no transporte urbano, seja no transporte rodoviário de longa distância.

O que é mais discutido entre os busólogos?
- Transporte de Passageiros
- Transporte de Cargas
- Modal Rodoviário
- Sistema de Transportes (Corredores, Trolébus, BRT´s, etc)
- Acessibilidade
- Conforto
- Segurança
- Profissionais de transporte (Motoristas, Auxiliares, Rodo-Auxiliares, etc)
- Miniatura de Ônibus
- Carrocerias
- Chassis
- Peças e Equipamentos
- Feiras e Eventos
- Congressos
- Cursos
- Política de Transporte
- Passageiros

## Adeptos
No Brasil, calcula-se que a Busologia deva atrair cerca de 13 mil adeptos no Brasil e 45 mil no mundo. A Busologia vem se difundindo cada vez mais no país graças à internet, que favorece o encontro de fãs de ônibus em listas de mensagens, fóruns e comunidades virtuais. O grande número de adeptos se dá, também, pela predominância no Brasil do ônibus no transporte público urbano e rodoviário, o que atrai a curiosidade de muitos a respeito desses veículos e das empresas que os operam.
A Busologia começou em meados da década de 70 com alguns poucos amantes da arte. O senhor Augusto Antônio do Santos é conhecido como o "Pai da Busologia", pois é tido como o primeiro busólogo a fotografar ônibus na década de 70 em cidades como Belo Horizonte, Rio de Janeiro e Vitória. O hobby começou pelos estados de São Paulo, Rio de Janeiro, Paraná e Minas Gerais e foi se espalhando por outros estados, e também em outros países.
A busologia hoje tem adeptos no Paraguai, Chile, Argentina, Costa Rica, Honduras, México, entre outros locais em todo mundo.
Estima-se que a grande maioria dos busólogos tenha entre 15 e 45 anos, embora, não raro, pessoas de mais idade participem de reuniões e comunidades de busologia. Os mais antigos, aliás, têm grande importância na preservação da história dos ônibus no país.
Esses busólogos citados começaram a praticar do hobbie nas décadas de 70,80 e 90 e todos eles tem materiais de varias épocas e dos mais variados tipos como catálogos e miniaturas e acervos fotográficos estimados em mais de 100 mil fotos cada um. 

### São Paulo
Na Região Metropolitana de São Paulo, concentra-se a maior quantidade e variedade de modelos de ônibus urbanos do Brasil em circulação. Considerando os sistemas da SPTrans e da EMTU, mais os sistemas das demais cidades da Grande São Paulo, há cerca de 20.000 ônibus circulando na região diariamente, entre eles o TopBus-Caio/Volvo Bi-articulado, que foi o maior ônibus do mundo e agora perde para o Neobus Mega BRT biarticulado de Curitiba (PR), que tem 28 metros de comprimento contra 27 do Top Bus.. Em 2012, foi lançado na Alemanha o AutoTram Extra Grand, que possui 30 metros de comprimento, superando os 28 do Mega BRT curitibano.
Também na cidade de São Paulo, funciona o maior terminal de ônibus rodoviários da América Latina, e o 2º Maior do Mundo, o Terminal Rodoviário do Tietê, onde Busólogos que se dedicam a esse tipo de hobby podem estudar e observar os inúmeros modelos. Próximo ao Tietê, há ainda o único museu dos transportes públicos, o Gaetano Ferrola. A cidade, desse modo, torna-se ambiente favorável para a prática da busologia.
O maior terminal rodoviário da América Latina e consequentemente o 2º maior do mundo. Este fora inaugurado em 9 de maio de 1982 e possui mais de 1.100 partidas diárias.
- 65 empresas operam nas 135 bilheterias e possui 304 linhas de ônibus.